# Gonomyia (Leiponeura) arajuno
Gonomyia (Leiponeura) arajuno is een tweevleugelige uit de familie steltmuggen (Limoniidae). De soort komt voor in het Neotropisch gebied.